# Michael Corleone
Michael Corleone är en fiktiv person som är yngste sonen till Vito Corleone i boken och de tre filmerna om Gudfadern. Puzos bok är filmatiserad genom första filmen och första halvan av andra filmen, medan resten är en fristående fortsättning. I alla tre filmerna gestaltas Michael Corleone av Al Pacino.

Michael tar över ledningen över familjen Corleone två år innan hans far Vito Corleone dör. Vid diskussioner mellan Michael som nytt överhuvud för familjen frågar en underhuggare Vito om hans åsikt, som snabbt svarar: "Michael is now the head of the family. Anything he decides has my blessing". Vito blir consigliere (rådgivare) åt Michael.
Michael Corleone var från början den son som var minst delaktig i faderns Don Vito Corleones alias "Gudfaderns" smutsiga verksamhet som ledare för en av New Yorks stora maffiafamiljer, den så kallade Corleonefamiljen. Han hade 2 äldre bröder, Santino "Sonny" Corleone och Fredrico "Fredo" Corleone samt en syster som hette Constanzia, gift Rizzi-Corleone. Mamman hette Carmela Corleone. Dessutom fanns i familjen Tom Hagen som var Don Vitos inofficielle adoptivson och rådgivare. Äldste brodern Santino fungerade som faderns "viceboss" i Corleonefamiljen.
Michael, född cirka 1920 hade utmärkt sig för tappra insatser för USA under andra världskriget och ville efter kriget satsa på en civil karriär. Michael Corleone gick med i Marinkåren dagen efter Japans anfall på Pearl Harbor 1941, och deltog i striderna i Stilla havet, och befordrades till löjtnant.
Men ödet ville annorlunda. Romanen Gudfadern samt filmen Gudfadern del 1 handlar till stor del om Michaels förvandling från laglydig medborgare till hårdför gangster och hur han blir Don Vitos efterträdare som Gudfader. I uppföljarna Gudfadern 2 och 3 är han centralgestalten som utan framgång försöker legalisera familjens affärsverksamhet samtidigt som inte visar någon nåd mot sina fiender. Han ger till och med order om att mörda brodern Fredo.
Hans brottsliga bana inleds efter att Don Vito utsatts för ett mordförsök som utförs av Virgil Solozzo, knuten till Tattagglia, en annan av New Yorks maffiafamiljer. Orsaken är att Don Vito sagt nej till ett förslag från Tattaggliafamiljen att tillsammans ge sig in i narkotikahandeln - för riskabelt enligt Don Vito. Michael tar på sig uppgiften att hämnas och mördar både Solozzo och den genomkorrumperade polisen McCluskey som samarbetat med Tattagglia. Efter det är han tvungen att fly till Sicilien där Don Vito föddes. Han stannar där i 2 år under den lokale maffiabossen och Don Vitos vän Don Tommasinos "beskydd". Han förälskar sig och gifter sig med den vackra Appollonia. Men Corleonefamiljens fiender lyckas ta reda på var han gömmer sig och Appollonia dödas av en bilbomb avsedd för Michael.
Tillbaka i USA gifter han sig med Key Adams som han haft ett förhållande med tidigare. Under tiden har det pågått ett maffiakrig i New York iscensatt av Santino. Kriget slutar med att Santino mördas och Don Vito som tillfrisknat sluter fred med Tattagglia och de andra maffiafamiljerna. 1954 tar Michael över som Familjens överhuvud och Vito trappar ner sin ledarroll och blir Michaels consigliere. 1956 dör Vito en naturlig död. Samma år låter Michael mörda samtliga ledare för de andra maffiafamiljerna som hämnd för mordet på Santino. Han ger även order om att mörda Constanzias man Carlo Rizzi, på grund av att denne hjälpt Barzinifamiljen att mörda Santino. Därmed etablerar Michael Corleone sig som New Yorks mäktigaste maffialedare. I slutet av Gudfadern del 1 visar underhuggarna i Corleonefamiljen sin vördnad för sin nye "Gudfader".

## Gudfadern 2 och 3
Gudfadern 2 utspelar sig i slutet av 1950-talet, flera år efter slutet i Gudfadern 1. Michael har nu flyttat till Nevada som därmed blir Corleonefamiljens nya hemmabas. Han är nu USA:s mäktigaste gangsterledare men försöker samtidigt lämna den kriminella världen, med målet att Corleonefamiljen enbart ska syssla med lagliga affärer. Michaels ställning i USA:s undre värld gör dock att han fortfarande har många fiender som vill döda Corleonefamiljens Gudfader. Han slår dock tillbaka skoningslöst mot alla sina fiender vilket kulminerar i mordet på sin bror Fredo. Key Adams inser att hennes man aldrig kommer lämna den kriminella världen och skiljer sig.
I Gudfadern 3 har Michael nått 60-årsåldern och flyttat tillbaka till New York. Han plågas av samvetskval över att han lät mörda sin bror och gör samtidigt nya försök att lämna den undre världen och lyckas delvis, åtminstone till en början. Relationen med Key återupptas också.
Genom omfattande välgörenhetsprojekt har Michael etablerat goda kontakter med påven och Vatikanen. Han flyttar nu återigen till Sicilien. Målet är att tillsammans med Vatikanen köpa upp ett stort fastighetsbolag, Immobiliare. På grund av korruption och intrigerande från andra sicilianska maffiafamiljer blir det inget av affären. Istället blir det återigen en blodig kamp mot nya fiender. Maktkampen slutar med att dottern Mary mördas. Lönnmördaren som egentligen var ute efter Michael dödas själv av Santinos son Vincent. Dotterns död blir för mycket för Michael som bryter samman och skriker ut sin förtvivlan.
Innan Mary mördas utser Michael brorsonen Vincent till Corleonefamiljens nye Gudfader.
Michael, ensam och övergiven lever många år till på Sicilien och dör till slut en naturlig död.